# Кучковка (Северо-Казахстанская область)
Кучковка (каз. Кучковка) — село в Аккайынском районе Северо-Казахстанской области Казахстана. Село входит в состав Киялинского сельского округа. Код КАТО — 595845500.

## География
Расположено около озера Шаглытениз.

## Население
В 1999 году численность населения села составляла 233 человека (108 мужчин и 125 женщин). По данным переписи 2009 года, в селе проживало 145 человек (68 мужчин и 77 женщин).